# ZKSCAN1
ZKSCAN1‏ (Zinc finger with KRAB and SCAN domains 1) هوَ بروتين يُشَفر بواسطة جين ZKSCAN1 في الإنسان.